# 1906년 중간 올림픽 역도
1906년 하계 올림픽 역도는 그리스 아테네에서 개최된 1906년 중간 올림픽의 경기 종목이다. 7개국에서 13명의 선수가 참가하였으며, 2개 세부 종목으로 진행되었다.

## 경기장
| 도시   | 경기장              | 원어명             | 로마자               | 비고    |
| ------ | ------------------- | ------------------ | -------------------- | ------- |
| 아테네 | 파나티나이코 경기장 | Παναθηναϊκό στάδιο | Panathinaiko Stadium | 전 종목 |

## 참가국
| - 그리스 (4명) - 독일 (2명) - 벨기에 (1명) - 스웨덴 (1명) | - 오스트리아 (1명) - 이탈리아 (1명) - 프랑스 (1명) |

## 메달 집계

### 최종 순위
| 순위 | 국가       | 금메달 | 은메달 | 동메달 | 합계 |
| ---- | ---------- | ------ | ------ | ------ | ---- |
| 1    | 오스트리아 | 1      | 1      | 0      | 2    |
| 2    | 그리스     | 1      | 0      | 0      | 1    |
| 3    | 이탈리아   | 0      | 1      | 0      | 1    |
| 4    | 독일       | 0      | 0      | 3      | 3    |
| 5    | 프랑스     | 0      | 0      | 1      | 1    |
| 합계 | 합계       | 2      | 2      | 4      | 8    |

### 메달리스트
| 종목             | 금                             | 은                             | 동                             |
| ---------------- | ------------------------------ | ------------------------------ | ------------------------------ |
| 남자 한손 자세히 | 요세프 스타인바히 · 오스트리아 | 툴리오 카밀로티 · 이탈리아     | 하인리히 슈나이데라이트 · 독일 |
| 남자 양손 자세히 | 디미트리오스 토팔로스 · 그리스 | 요세프 스타인바히 · 오스트리아 | 알렉산드르 마스폴 · 프랑스     |
| 남자 양손 자세히 | 디미트리오스 토팔로스 · 그리스 | 요세프 스타인바히 · 오스트리아 | 하인리히 슈나이데라이트 · 독일 |
| 남자 양손 자세히 | 디미트리오스 토팔로스 · 그리스 | 요세프 스타인바히 · 오스트리아 | 하인리히 론들 · 독일           |

## 참고 자료
- (영어) “Weightlifting at the 1906 Athina Summer Games”. sports-reference.com. 2011년 7월 26일에 원본 문서에서 보존된 문서. 2010년 12월 4일에 확인함.
- (영어) De Wael, Herman. “Herman's Full Olympians: "Weightlifting 1906".”. 2005년 2월 26일에 원본 문서에서 보존된 문서. 2010년 12월 4일에 확인함.

| 올림픽 역도       |                                     |                 |
| 이전 대회         | 1906년 중간 올림픽 역도 아테네 1906 | 다음 대회       |
| 세인트루이스 1904 | 1906년 중간 올림픽 역도 아테네 1906 | 안트베르펜 1920 |